# Freccia del Brabante 2004
La Freccia del Brabante 2004, quarantaquattresima edizione della corsa, si svolse il 28 marzo su un percorso di 198 km, con partenza a Zaventem e arrivo ad Alsemberg. Fu vinta dall'italiano Luca Paolini della squadra Quick Step davanti all'olandese Michael Boogerd e al belga Nico Sijmens.

## Ordine d'arrivo (Top 10)
| Pos. | Corridore              | Squadra                 | Tempo    |
| ---- | ---------------------- | ----------------------- | -------- |
| 1    | Luca Paolini           | Quick Step              | 4h30'00" |
| 2    | Michael Boogerd        | Rabobank                | s.t.     |
| 3    | Nico Sijmens           | Landbouwkrediet-Colnago | s.t.     |
| 4    | Didier Rous            | Brioches La Boulangère  | s.t.     |
| 5    | Axel Merckx            | Lotto-Domo              | s.t.     |
| 6    | Marc Lotz              | Rabobank                | s.t.     |
| 7    | Xavier Florencio Cabre | Relax-Bodysol           | a 1'35"  |
| 8    | Janek Tombak           | Cofidis                 | a 2'40"  |
| 9    | Karsten Kroon          | Rabobank                | s.t.     |
| 10   | Michele Bartoli        | Team CSC                | s.t.     |